# Dhar
Dhar é uma cidade e um município no distrito de Dhar, no estado indiano de Madhya Pradesh.

## Geografia
Dhar está localizada a 22° 36′ N, 75° 18′ L. Tem uma altitude média de 559 metros (1833 pés).

## Demografia
Segundo o censo de 2001, Dhar tinha uma população de 75 472 habitantes. Os indivíduos do sexo masculino constituem 52% da população e os do sexo feminino 48%. Dhar tem uma taxa de literacia de 70%, superior à média nacional de 59,5%: a literacia no sexo masculino é de 76% e a literacia feminina de 63%. Em Dhar, 14% da população está abaixo dos 6 anos de idade.